# Escudo de Misiones

Antiguo escudo de Misiones, previo al actual, vigente desde la provincialización, 1955, hasta 1959.

El escudo de Misiones es el emblema y sello oficial de la provincia de Misiones y simboliza con sus signos y alegadas los atributos esenciales de la personalidad histórica, política, económica y social.
Posee un óvalo central, dividido en dos partes, en el campo superior los bastones de los nativos misioneros, signo de la autoridad civil de corregidores, cabildantes y caciques de los períodos jesuítico, hispánico y argentino, cruzando el arco la flecha del indio, dueño de las tierras.
En el mismo campo se observa el Sol Americano, que con su luz dio origen a las naciones del continente en su gran gesta emancipadora que Misiones abrazó valientemente el 18 de junio de 1810.
El campo inferior lo cubre el diseño de las Cataratas del Iguazú, que dan fama a esta tierra.
En el margen y colocados lateralmente, se muestran dos pedantes de yerba mate, que es la planta madre de la producción, la industria y el trabajo de Misiones y que en ese margen aparece escrito, en su parte superior "Provincia de" y en su parte inferior "Misiones".
El Escudo fue creado por decreto-ley del interventor federal doctor César Napoleón Ayrault el 30 de diciembre de 1959, para reemplazar el escudo creado durante la provincialización de Misiones que se encontraba inspirado en el escudo de Partido Justicialista establecido durante la gestión de Claudio Arrechea. Tras el derrocamiento de Juan Domingo Perón, y posteriormente, el de Arrechea, aunque nunca se derogó la ley que establecía el uso de aquel escudo, dejó de utilizarse en la práctica y se usó, hasta la creación del nuevo escudo, el escudo nacional.